# David Lawrence Pike
David Lawrence Pike (geboren 1963) ist ein US-amerikanischer Literaturwissenschaftler.

## Leben
Pike studierte Literatur und Filmwissenschaft am Swarthmore College, danach Romanistik an der Columbia University und wurde dort in Komparatistik promoviert. Von 1993 bis 1995 war er Fellow an der Columbia University. Er wechselte 1995 an die American University in Washington, D.C., 2001 wurde er dort Associate Professor und im Jahr 2008 Professor.
Pike hat mehrere Untersuchungen zum Untergrund der Stadt vorgelegt.

## Schriften (Auswahl)
- Canadian Cinema since the 1980s: At the Heart of the World. University of Toronto Press, 2012
- David L Pike; Ana M Acosta: Literature: A World of Writing. Boston : Longman, 2011
- David Damrosch; David L Pike (Hrsg.): Longman Anthology of World Literature. New York : Pearson/Longman, 2009
- Metropolis on the Styx: The Underworlds of Modern Urban Culture, 1800–2001. Ithaca, N.Y. : Cornell University Press, 2007
- Subterranean Cities: The World beneath Paris and London 1800–1945. Ithaca, N.Y. : Cornell University Press, 2005
- Passage through Hell: Modernist Descents, Medieval Underworlds. Ithaca, N.Y. : Cornell University Press, 1997
- Facilis descensus averno : history and the autobiographical voice, medieval and modern. Ph. D. Columbia University 1993